# 海利根莫舍尔
海利根莫舍尔是德国莱茵兰-普法尔茨州的一个市镇。总面积8.68平方公里，总人口653人，其中男性315人，女性338人（2011年12月31日），人口密度75人/平方公里。